# Anapisa albimacula
Anapisa albimacula är en fjärilsart som beskrevs av George Francis Hampson 1914. Anapisa albimacula ingår i släktet Anapisa och familjen björnspinnare. Inga underarter finns listade i Catalogue of Life.